# Сејлорвил (Ајова)
Сејлорвил (енгл. Saylorville) насељено је место без административног статуса у америчкој савезној држави Ајова.

## Демографија
По попису из 2010. године број становника је 3.301, што је 63 (1,9%) становника више него 2000. године.
| Група             | 2000.         | 2010.         |
| Белци             | 3.108 (96,0%) | 3.179 (96,3%) |
| Афроамериканци    | 53 (1,6%)     | 30 (0,9%)     |
| Азијати           | 27 (0,8%)     | 31 (0,9%)     |
| Хиспаноамериканци | 24 (0,7%)     | 46 (1,4%)     |
| Укупно            | 3.238         | 3.301         |